# Ндьяга, Бай Гей
Бай Гей Ндьяга (фр. Baye Gueye Ndiaga; 20 октября 1975) — сенегальский футболист, игравший на позиции полузащитника.

## Карьера
Воспитанник клуба «АСК Диараф», в котором и начинал профессиональную карьеру.
В 2003 году перебрался в Россию, где выступал за казанский «Рубин».
24 мая 2003 года в выездном матче 10-го тура российской Премьер-лиги против волгоградского «Ротора», выйдя в стартовом составе, дебютировал за клуб. На 40-й минуте отличился забитым мячом, став первым игроком клуба, кто забил в дебютном матче в рамках Высшего эшелона чемпионата России. По итогам сезона «Рубин» завоевал бронзовые медали, а Ндьяга провёл два матча в чемпионате и один в кубке страны.
В 2004 году покинул Казань.